# لاندجولانا
لاندجولانا (به لاتین: Landejulana) یک منطقهٔ مسکونی در سری‌لانکا است که در استان جنوبی (سری‌لانکا) واقع شده‌است.